# Абдреев, Ахметгарей Шакирзянович
Ахметгарей Шакирзянович Абдреев (тат. Əxmətgərəy Şakircan uğlı Əbdriev, Әхмәтгәрәй Шакирҗан улы Әбдриев; 4 октября 1923 — 4 декабря 2004) —председатель колхоза имени XXII партсъезда в Дрожжановском районе, Татарская АССР. Герой Социалистического Труда (1974).

## Биография
Родился 4 октября 1923 года в селе Старое Шаймурзино, ныне Дрожжановского района Республики Татарстан, в крестьянской семье. Татарин (мишар).
Трудовую деятельность начал годы Великой Отечественной войны, после окончания средней школы, работал счетоводом в колхозе им. Сталина (Буденновский район).
Участник Великой Отечественной войны. В 1942—1943 годах воевал минометчиком 72 стрелкового полка. Был ранен, после госпиталя вернулся на родину. С 1943 года работал колхозником в своем селе, был избран секретарем парторганизации. Затем был на партийной и советской работе: старший инспектор отдела гособеспечения Буденновского райсиполкома, в 1950—1955 годах — помощник секретаря Буденновского райкома партии.
В 1956 году был избран председателем колхоза им. XXII партсъезда Дрожжановском районе. Под его руководством колхоз уверенно укреплял материально-техническую базу, последовательно повышая урожайность сельскохозяйственных культур и продуктивность животноводства, достигая высокой эффективности производства, уделял большое внимание развитию социальной сферы, подготовке, воспитанию и закреплению кадров.
Указом Президиума Верховного Совета СССР от 8 апреля 1971 года за выдающиеся успехи, достигнутые в развитии сельскохозяйственного производства и выполнении пятилетнего плана продажи государству продуктов земледелия и животноводства Абдреев Ахметгарей Шакирзянович присвоено звание Героя Социалистического Труда с вручением ордена Ленина и золотой медали «Серп и Молот».
Руководил хозяйством более 30 лет, до выхода не пенсию в 1988 году.
Избирался депутатом Верховного Совета Татарской АССР (1959—1963 годы), делегатом XXII партийного съезда, делегатом 3-го и 4-го Всесоюзных съездов колхозников. В 1969—1986 годах был постоянным членом Совета колхозов страны.
Жил в селе Старое Шаймурзино. Скончался 4 декабря 2004 года.

## Награды
- Герой Социалистического Труда (1971);
- три ордена Ленина(1965, 1971, 1976);
- орден Октябрьской Революции(1973);
- орден Октябрьской Революции (1985;
- орден Отечественной войны II степени(11.03.1985)[2];
- орден Трудового Красного Знамени (1986);
- медали.

## Память
- На могиле установлен надгробный памятник.
- Его имя увековечено в Главном Храме Вооружённых сил России, и навсегда запечатлено на мемориале памяти"
- На родине, в сельском музее, установлен его бюст знатного земляка, ему посвящен целый зал.